# Usmar Bonte
Usmar Emile Joseph Bonte (Komen, 19 augustus 1895 - Vlamertinge, 10 juni 1982) was burgemeester van de Belgische gemeente Vlamertinge van 1947 tot 1952. Hij werd opgevolgd door Julien Bouton. Hij was medestichter van de Koninklijke fanfare De Vlaamse Vrienden in Vlamertinge.